# Такелот II
Такелот II — давньоєгипетський фараон з XXII (Лівійської) династії.

## Життєпис
Правив у Танісі. До часів його правління відносять початок «додекархії» у Стародавньому Єгипті.
Був сином фіванського верховного жерця Амона Німлота й онуком Осоркона II. Більшість дослідників вважають, що Такелот не був прямим спадкоємцем свого діда, а правив після Шешонка III. У 845-835 роках до н.е. обіймав посаду верховного жерця Амона. У 840 році до н.е. стає новим фараоном.
На початку правління придушував повстання у Фіваїді, невдоволеній північною солдатською династією: наслідком цього було послаблення царської влади й поступовий розпад Єгипту. Першим, хто вийшов з-під влади фараона, був номарх Петубастіс I, який проголосив себе засновником нової, XXIII династії. Водночас фактично незалежним став родичі Харсієс.
Сліди будівельної діяльності Такелота II залишились у Карнаці, де він прикрасив «залу Бубастидів».